# Parafia św. Michała Archanioła w Smerekowcu
Parafia św. Michała Archanioła w Smerekowcu – polska parafia rzymskokatolicka znajdująca się w diecezji rzeszowskiej w dekanacie gorlickim.

## Historia parafii
Parafia została erygowana w 1974 roku i wydzielona z parafii Gładyszów. Kościół parafialny to zbudowana z kamienia w 1720 roku, dawna cerkiew greckokatolicka pw. św. Michała Archanioła. Do parafii należy również kościół filialny w Zdynii. Jest to cerkiew prawosławna Cerkiew Opieki Matki Bożej, w której odbywają się również nabożeństwa katolickie.

## Liczebność i obszar parafii
Parafia liczy 742 mieszkańców, a swym zasięgiem obejmuje:
- Smerekowiec,
- Konieczna,
- Regietów,
- Zdynia[2].